# Пажитник крупноцветковый
Пажитник крупноцветковый (лат. Trigonella grandiflora) — вид травянистых растений рода Пажитник (Trigonella) семейства Бобовые (Fabaceae).

## Ботаническое описание
Однолетнее травянистое растение. Почти голое; стебли от основания ветвистые или неветвистые, чаще прямые, 5—20 (40) см высотой. Прилистники маленькие, полустреловидные, при основании зубчатые; листочки обратнояйцевидно-шиловидные, кверху острозубчатые, 10—15 мм длиной, 5—10 см шириной.
Ножка соцветия равна или короче кроющего листа; соцветие зонтиковидное, 2—3(5)-цветковое. Цветки на коротеньких, около 2 мм длиной, ножках. Чашечка в 2—5 раз короче венчика, почти трубчатая, с острыми треугольными зубцами. Венчик жёлтый, 13—14 мм длиной; флаг обратнояйцевидно-продолговатый. Боб 3—5 (7) см длиной и 1—2 мм шириной, цилиндрический, почти прямой или изогнутый, с косо поперечными, анастомозирующими жилками, образующими узко-продолговатые ячейки, с коротеньким носиком. Семена 3 мм длиной, жёлтые, рассеянно красно-точечные. Цветение с апреля до июня.

## Распространение и экология
Европейская часть России (юг), Западная (Иран) и Средняя Азия. Растёт на сухих каменистых и щебнистых склонах, в полупустынях, в посевах и на залежах в нижнем горном поясе, реже до среднего горного пояса до 900 м.